# Kraftwerk Kubel
Das Wasserkraftwerk Kubel liegt im Südwesten der Stadt St. Gallen und war das erste Speicherkraftwerk der Schweiz. Das Kubelwerk ist das grösste Kraftwerk der St. Gallisch-Appenzellische Kraftwerke AG. Die jährliche Stromproduktion beträgt 32,39 GWh.

## Geschichte
Am heutigen Standort des Kraftwerks Kubel befand sich eine alte Papiermühle, die bereits die Kraft des Wassers der Urnäsch und der Sitter nutzte. Um 1895 legte der Ingenieur Louis Kürsteiner einen Plan vor, das Wasser dieser Flüsse im Gübsenmoos zu sammeln und durch unterirdische Stollen zur Stromerzeugung zu nutzen. Der dadurch entstandene Gübsensee war der erste Speichersee mit Gewichtsstaumauer der Schweiz.
Mit der Gründung der Elektrizitätswerk Kubel AG vom 18. April 1898 hatte sich eine Trägerschaft zur Verwirklichung dieses Projekts gebildet. Im September 1898 starteten die Bauarbeiten, und am 19. Oktober 1900 produzierte das Werk erstmals elektrische Energie. Es bestand aus vier Maschinengruppen mit je 500 PS installierter Leistung. Genutzt wurde vorerst nur das Wasser der Urnäsch. Die Produktionskapazität des Kraftwerks sollte dem steigenden Stromkonsum schrittweise angepasst werden.
Bis 1907 wurde das Kraftwerk viermal erweitert, wobei zwei Dampfturbinen eingebaut wurden. Die hydraulische Leistung betrug nun 8700 PS und die Leistung der Dampfmaschinen zur Sicherstellung der Stromversorgung bei Niedrigwasser betrug 4000 PS. 1910 wurden sämtliche Aktien der Kraftwerk Kubel AG von der Stadt St. Gallen übernommen, und das Werk gelangte in öffentliche Hand. Von August 1914 bis Mai 1918 wurde der Sitterstollen parallel zum Urnäschstollen gebaut, um die Kapazität zu erhöhen. Bis dahin mündete der Sitterstollen nach dem Siphon in den Urnäschstollen.

### Übernahme durch die St. Gallisch-Appenzellische Kraftwerke AG
Der Gründungsvertrag der St. Gallisch-Appenzellische Kraftwerke AG von 1914 bestimmte, dass das Kubelwerk mit allen Rechten und Pflichten in ihr Eigentum zu übertragen sei.

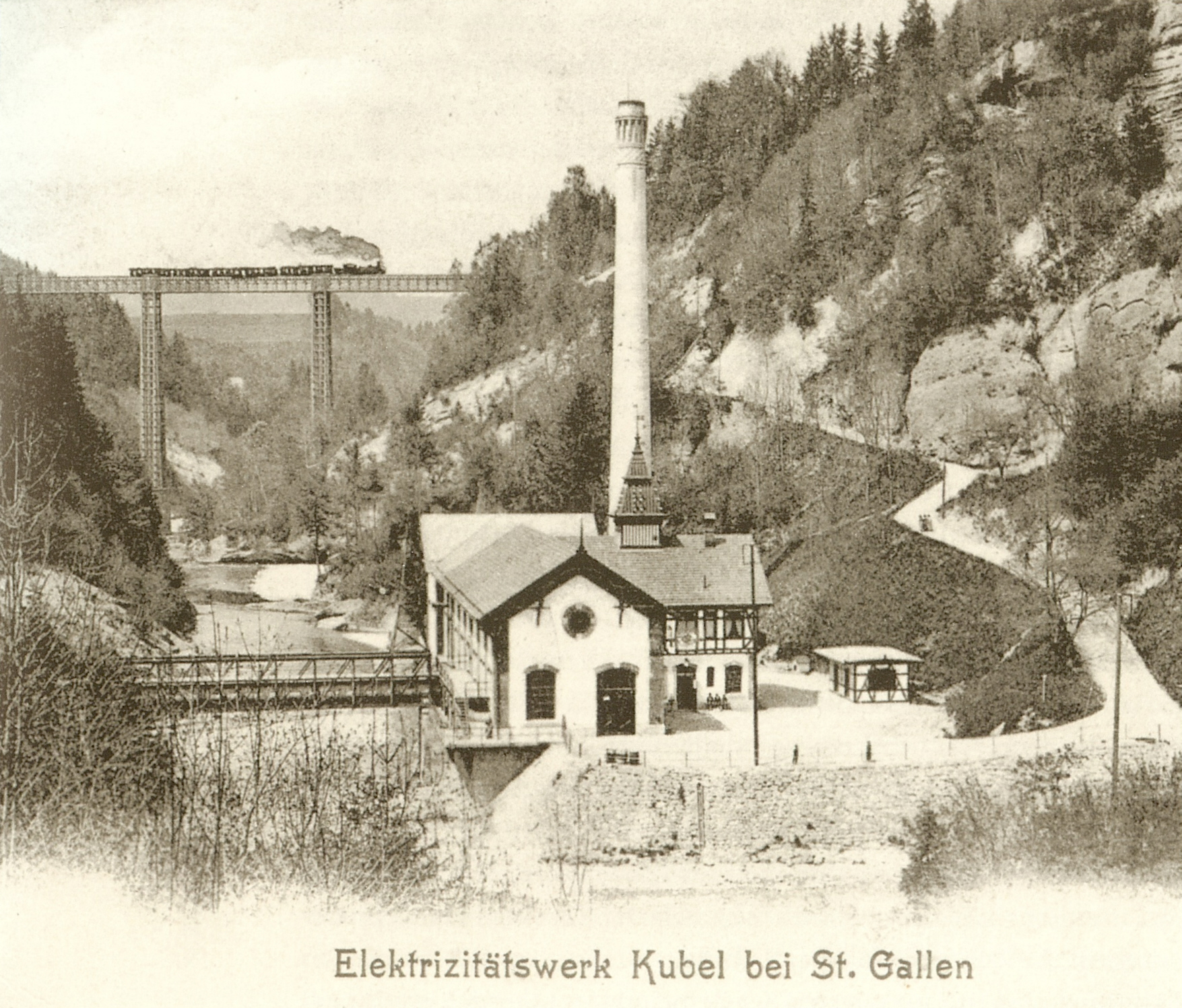
Das Kraftwerk auf einer Postkarte von 1903

Zwischen 1916/18 wurde ein Druckstollen vom Gübsensee zum Kubelwerk gebaut. 1931/33 wurden drei Dieselmotoranlagen (Sulzer, Winterthur) mit einer Gesamtleistung von 22'200 PS eingebaut, da die alten Dampfmaschinen abgebaut worden waren. Diese drei Dieselmotoranlagen waren damals die grössten derartigen Anlagen in Europa. Die hydraulische Leistung wurde bis 1937 von 8700 PS auf 26'200 PS erhöht.
Das Kubelwerk wurde reparaturbedürftig und störungsanfällig. 1972 begann der Bau einer Kaverne mit drei Francis-Turbinen, die 1976 in Betrieb gesetzt und am 17. Mai 1977 eingeweiht wurde. Die drei Maschinengruppen werden vollautomatisch gesteuert. Eine Anfahrautomatik bringt die Turbinen auf Nenndrehzahl und schaltet parallel die Generatoren mit dem Verteilnetz. Die verfügbare Leistung erhöhte sich damit um 30 % auf 13,45 MW und die mittlere Jahresleistung um 10 % auf 3,88 MW. Ende 1983 war die Renovation der Gebäude nach Anliegen des Heimatschutzes beendet. Die alten hydraulischen Anlagen und die Dieselmotorenanlagen wurden abgebaut. Die leer stehenden Gebäulichkeiten werden heute nicht nur zu musealen Zwecken genutzt. In ihnen sind die Hilfsbetriebe eingerichtet, die für den Betrieb und Unterhalt der Produktions- und Verteilanlagen benötigt werden.
1928 wurde die Gübsen-Gesellschaft gegründet, welche sich für die Natur rund um den Gübsensee einsetzt. Dank ihrer engen Zusammenarbeit mit der SAK und den Anliegen des Heimat- und Naturschutzes konnte sich das Areal um den Gübsensee zum Naturschutz- und Erholungsgebiet entwickeln.
Um 2019 gründete die SAK in einem Joint Venture mit Avia Osterwalder die Wasserstoffproduktion Ostschweiz AG. Der Spatenstich für die neue Produktionsanlage erfolgte am 29. September 2021. Die Produktion wurde 2022 aufgenommen.